# Assemblea nazionale (Burkina Faso)
L'Assemblea nazionale del Burkina Faso è l'organo legislativo unicamerale del Burkina Faso, rappresentante del popolo burkinabé e detentrice del potere legislativo nel paese. 
L'Assemblea è stata sospesa (e sciolta) dopo il colpo di Stato del gennaio 2022.

## Sistema elettorale
L'Assemblea nazionale ha 127 seggi per cinque anni occupati proporzionalmente. dopo lo scrutinio dei voti, i vari seggi vengono ripartiti in base al quoziente semplice, secondo il cosiddetto metodo del maggior resto, che favorisce i piccoli partiti.

## Organizzazione e funzionamento
L'Ufficio della presidenza, la conferenza dei presidenti, le commissioni generali ed i gruppi parlamentari sono i principali organi dell'assemblea; sono parte integrante della sua organizzazione e contribuiscono al suo funzionamento.

### Ufficio
Il Presidente dell'Assemblea presiede e coordina l'ufficio di presidenza, l'organo di governo dell'Assemblea Nazionale, Solo il presidente viene eletto all'inizio della legislatura per tutta la sua durata, L'Ufficio di presidenza comprende anche cinque vicepresidenti, due questori e otto segretari parlamentari, eletti ogvni anno. L'Ufficio ha tutti i poteri per organizzare e dirigere i servizi dell'Assemblea nazionale.

### La conferenza presidenziale
La conferenza dei presidenti viene convocata dal presidente, nel giorno e all'ora da lui fissati, per esaminare l'ordine del giorno dell'Assemblea Nazionale e formulare tutte le proposte concernenti la regolazione dell'ordine del giorno, oltre alle discussioni fissate con priorità dal governo, nella conferenza dei presidenti sono presenti, i cinque vice presidenti, i presidenti dei gruppi parlamentari, e i presidenti delle commissioni generali, e il ministro dei rapporti parlamentari.

### Comitati principali
All'interno dell'Assemblea Nazionale, ci sono cinque Comitati di una ventina di membri.

#### La Commissione Finanze e Bilancio (COMFIB)
Le attribuzioni della commissione coprono i settori ralitivi alle finanze pubbliche, bilancio, valuta, credito e domini.

#### La Commissione per lo Sviluppo Economico e l'Ambiente (CODICE)
Questa commissione si occupa di industria, artigianato, miniere, energia, commercio, ambiente, caccia, foresta, pesca, idraulica, agricoltura, allevamento, turismo, opere pubbliche, urbanistica, edilizia abitativa, comunicazioni, trasporti.

#### La Commissione per gli Affari Esteri e la Difesa (CAED)
Questa commissione si occupa di relazioni internazionali, politica estera, cooperazione, trattati e accordi internazionali, organizzazione generale della difesa e della sicurezza, politica di Cooperazione in campo militare, piani a lungo termine dell'Esercito, stabilimenti e arsenali militari, campi militari, servizio nazionale e leggi sul reclutamento, personale civile e militare delle forze armate, della gendarmeria, e della giustizia militare;

#### La Commissione Affari Generali, Istituzionali e Diritti Umani (CAGIDH)
Costituzione, Regolamento, Immunità parlamentare, legislazione, giustizia, affari interni, informazione, richieste di autorizzazione a procedere formulate dall'accusa o da singoli contro membri dell'Assemblea nazionale, proposte di risoluzione presentate dai deputati per chiedere la sospensione, il procedimento nei confronti di un loro collega o la sospensione della detenzione, procedura applicabile a quella definita all'articolo 78 del regolamento interno.

#### La Commissione per l'Occupazione, gli Affari Sociali e Culturali (CEASC)
Occupazione, Istruzione, Salute, Lavoro, Arte, Cultura, Affari, Consueti e Religiosi, Sport, promozione delle donne, altri affari sociali.

### Gruppi parlamentari
Ci vogliono 10 deputati per formare un gruppo, sono stati costituiti amministrativamente cinque gruppi parlamentari.